# Jérôme Fernandez
Jérôme Fernandez, francoski rokometaš, * 7. marec 1977, Cenon.
Leta 2004 je na poletnih olimpijskih igrah v Atlanti v sestavi francoske reprezentance osvojil 5. mesto. V letih 2008 in 2012 je z reprezentanco osvojil naslov olimpijskega prvaka.